# Novošepelyči
Novošepelyči (ukrajinsky Новошепеличі) bývalá vesnice v Ivankivském rajónu v Kyjevské oblasti na Ukrajině. Vesnice leží na území Uzavřené zóny Černobylské jaderné elektrárny.

## Historie
Předpokládá se, že na místě dnešního Novošepelyči v 11. století existovala osada Šepel (Шепель). Na konci 19. a na začátku 20. století byla obec administrativní centrum Šepeličské volosti Radomyslského újezdu. V letech 1935 až 1959 byla obec správní centrum Novošepelyčského rajónu Kyjevské oblasti.
V seznamu sídel Kyjevské provincie z roku 1900 je o vesnici nápsáno toto:
„Нові Шепеличі — казенне село на р. Прип'ять за 135 верст від повітового міста, 1138 осіб, 171 двір, 1 православна церква, поштова земська станція, пароходна станція, церковно-парафіяльна школа, фельдшер, 2 водяних млини, сільський банк.“,
V překladu: „Nové Šepeliče – státem vlastněná vesnice na řece Pripjať, 135 verst (pozn.: přibližně 144 km) od krajského města, 1 138 osob, 171 jardů, 1 pravoslavný kostel, zemská poštovní stanice, stanice parníku, církevně-farní škola, lékař, 2 vodní mola, vesnická banka.“.
Před havárii Černobylské jaderné elektrárny v obci žilo 1 683 obyvatel. Vesnice byla evakuována 3. května 1986. Po nehodě byla v obci zřízena experimentální farma, kde byl chován hovězí dobytek a drobné zvířectvo. Také byly prováděny pokusy na kontaminované půdě pomocí kalifornských červů. Od roku 1987 ve vesnici Novošepelyči žila rodina, která se po nehodě vrátila zpět: Savva Gavrilovič a Elena Dorofeevna Obražei. V roce 2006 je navštívil prezident Ukrajiny Viktor Juščenko.
Po úmrtí Savvy Gavriloviče Obražeho v roce 2014 se jeho žena přestěhovala do blízkého města Černobyl, a tak vesnice ztratila své poslední obyvatele.

## Rodáci
- Svitlana Michajlivna Sircova (*1935) — ukrajinská historička

- Serhij Ivanovič Tkačenko (*1951) — ukrajinský filolog, znalec literatury, básník, člen NSPU